# Représentations diplomatiques de la Lituanie

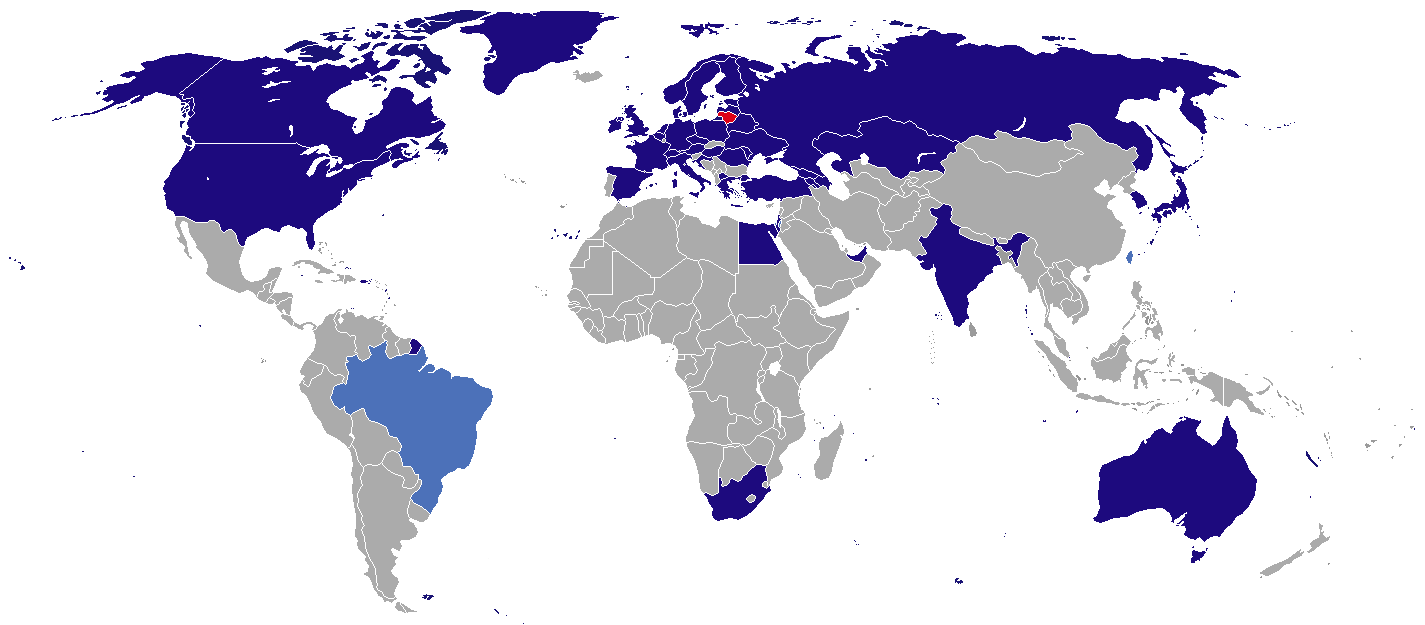
Pays avec des missions diplomatiques lituaniennes.

Cette liste comprend les représentations diplomatiques de la Lituanie, à l'exclusion des consulats honoraires.

## Afrique
- Afrique du Sud
  - Pretoria (ambassade)
- Égypte
  - Le Caire (ambassade)

## Amérique
- Brésil
  - São Paulo (consulat général)
- Canada
  - Ottawa (ambassade)
- États-Unis
  - Washington (ambassade)
  - Chicago (consulat général)
  - Los Angeles (consulat général)
  - New York (consulat général)

## Asie
- Arménie
  - Erevan (ambassade)
- Azerbaïdjan
  - Bakou (ambassade)
- Corée du Sud
  - Séoul (ambassade)
- Émirats arabes unis
  - Abou Dabi (ambassade)
- Géorgie
  - Tbilissi (ambassade)
- Inde
  - New Delhi (ambassade)
- Israël
  - Tel Avi-Jaffa (ambassade)
- Japon
  - Tokyo (ambassade)
- Kazakhstan
  - Noursoultan (ambassade)
  - Almaty (consulat général)
- Palestine
  - Ramallah (Bureau de représentation)
- Singapour
  - Singapour (ambassade)
- Taïwan
  - Taipei (bureau de représentation)
- Turquie
  - Ankara (ambassade)

## Europe
- Allemagne
  - Berlin (ambassade)
  - Munich (consulat général)
- Autriche
  - Vienne (ambassade)
- Belgique
  - Bruxelles (ambassade)
- Biélorussie
  - Minsk (ambassade)
  - Hrodna (consulat général)
- Croatie
  - Zagreb (ambassade)
- Danemark
  - Copenhague (ambassade)
- Espagne
  - Madrid (ambassade)
  - Valence (consulat)
- Estonie
  - Tallinn (ambassade)
- Finlande
  - Helsinki (ambassade)
- France
  - Paris (ambassade)
- Grèce
  - Athènes (ambassade)
- Hongrie
  - Budapest (ambassade)
- Irlande
  - Dublin (ambassade)
- Italie
  - Rome (ambassade)
- Lettonie
  - Riga (ambassade)
- Macédoine du Nord
  - Skopje (Bureau de l'ambassade)
- Moldavie
  - Chișinău (ambassade)
- Norvège
  - Oslo (ambassade)
- Pays-Bas
  - La Haye (ambassade)
- Pologne
  - Varsovie (ambassade)
  - Sejny (consulat)
- République tchèque
  - Prague (ambassade)
- Roumanie
  - Bucarest (ambassade)
- Royaume-Uni
  - Londres (ambassade)
- Russie
  - Moscou (ambassade)
  - Kaliningrad (consulat général)
  - Sovetsk (consulat)
- Suède
  - Stockholm (ambassade)
- Suisse
  - Berne (ambassade)
- Ukraine
  - Kiev (ambassade)
- Vatican
  - Rome (ambassade)[note 1]

## Organisations internationales
- Bruxelles (délégations auprès de l'Union européenne et de l'OTAN)
- Genève (délégation permanente auprès des Nations unies et des organisations internationales à Genève)
- New York (délégation aux Nations unies)
- Paris (délégation à l'UNESCO)
- Strasbourg (délégation au Conseil de l'Europe)
- Vienne (délégations auprès des Nations unies, de l'AIEA et de l'Organisation pour la sécurité et la coopération en Europe)

## Galerie

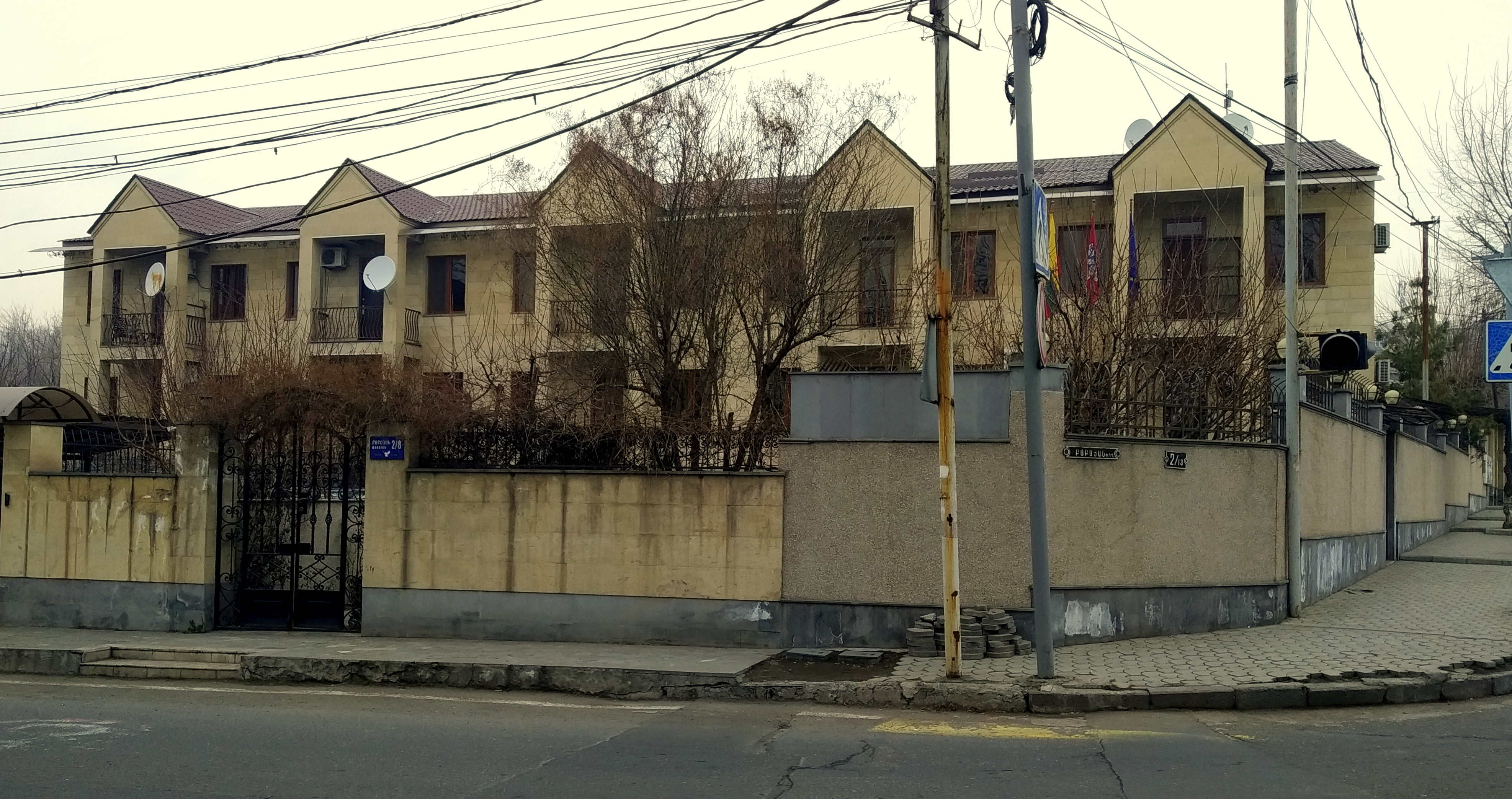
Ambassade à Erevan.
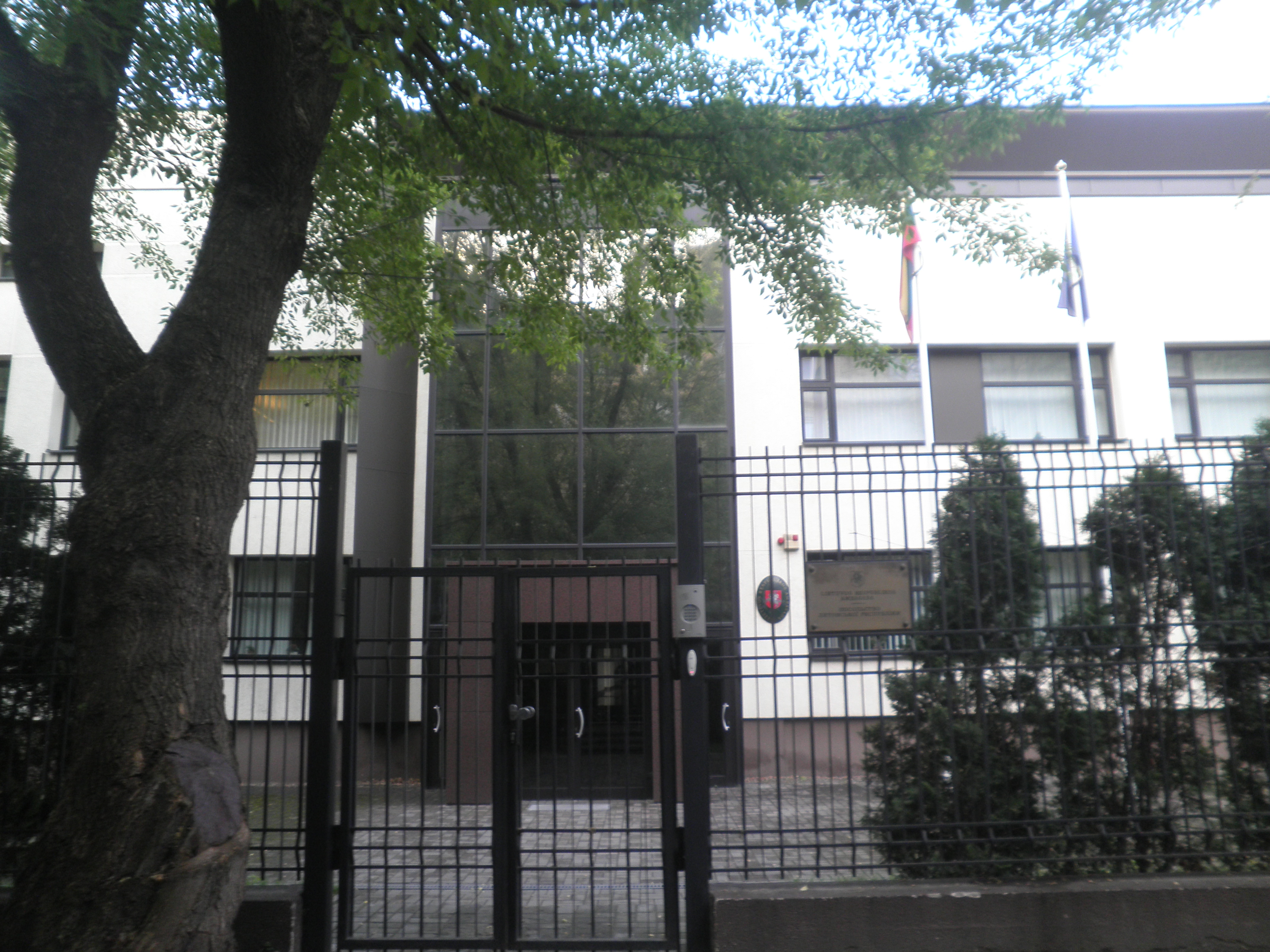
Ambassade à Kiev.
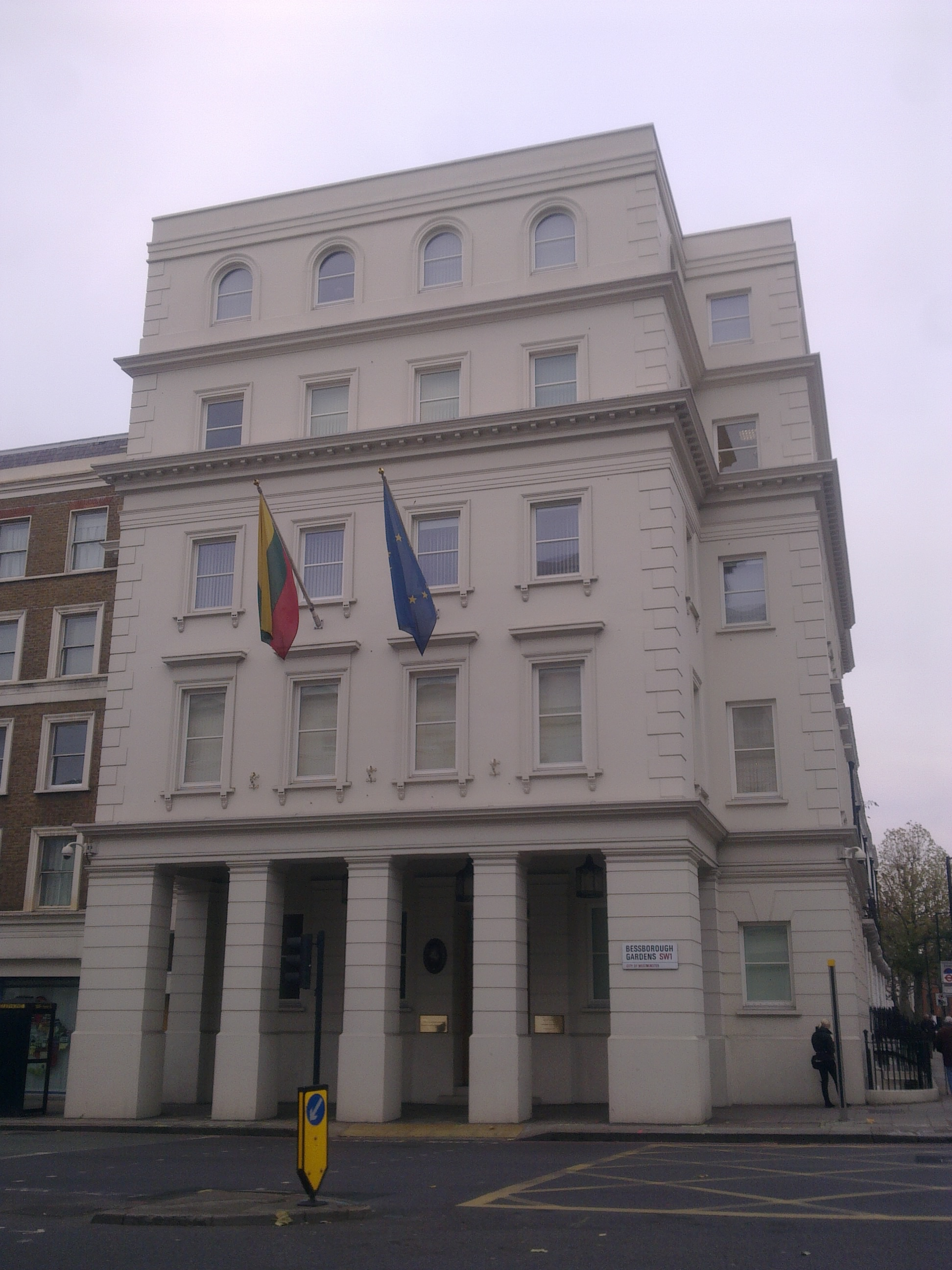
Ambassade à Londres.
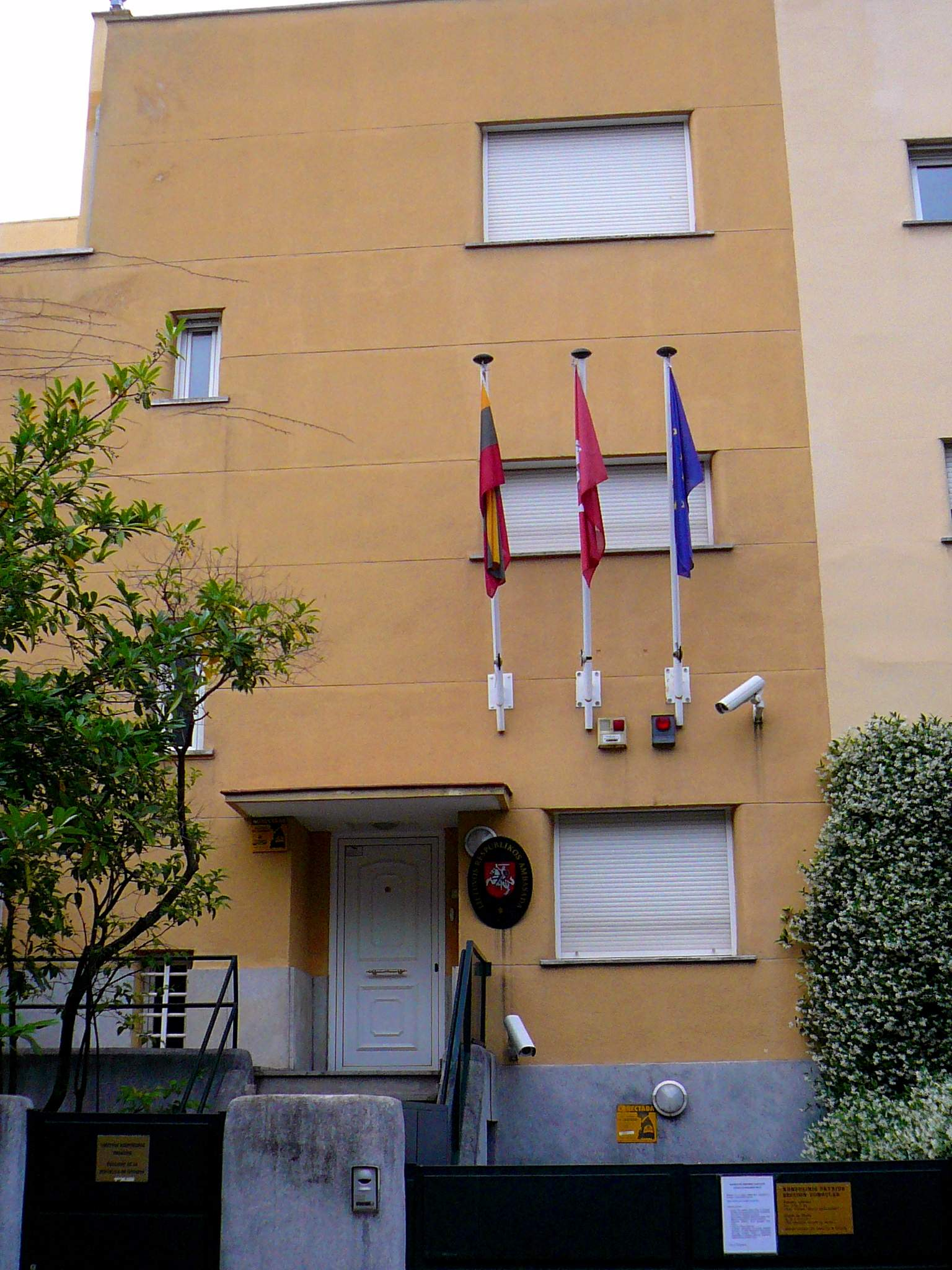
Ambassade à Madrid.
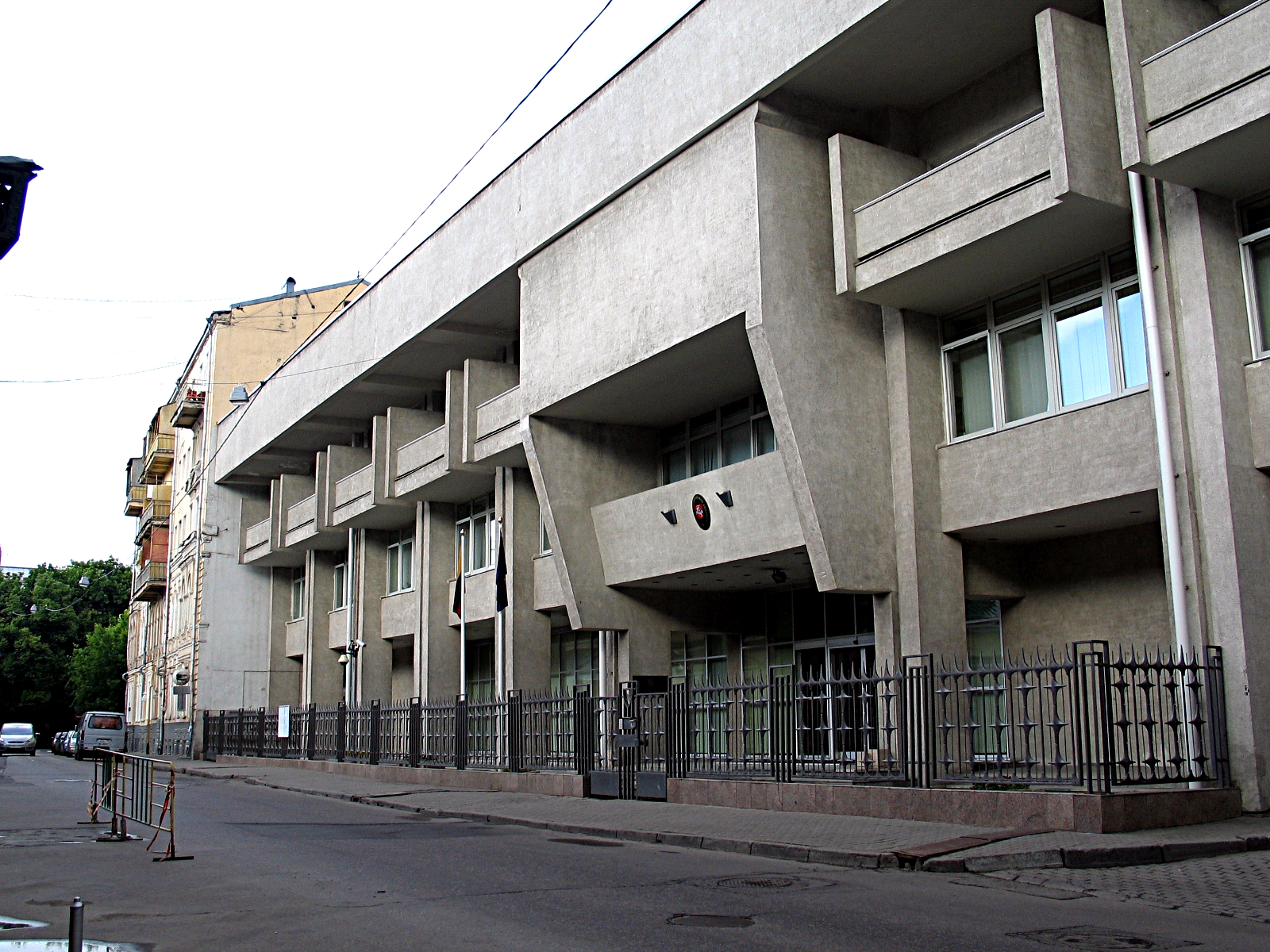
Ambassade à Moscou.
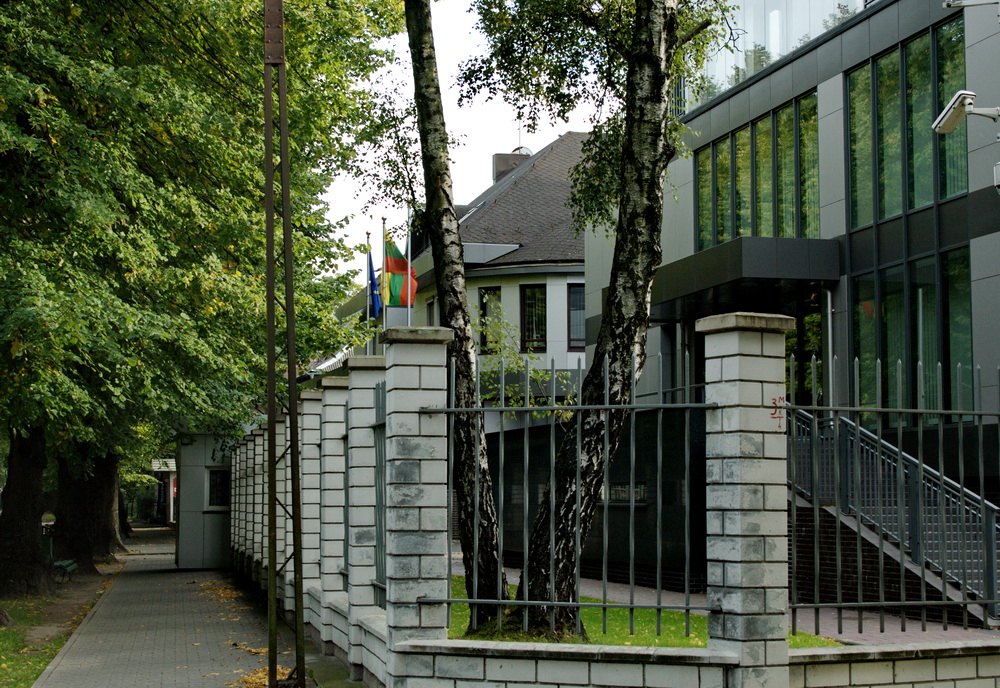
Consulat général à Kaliningrad.
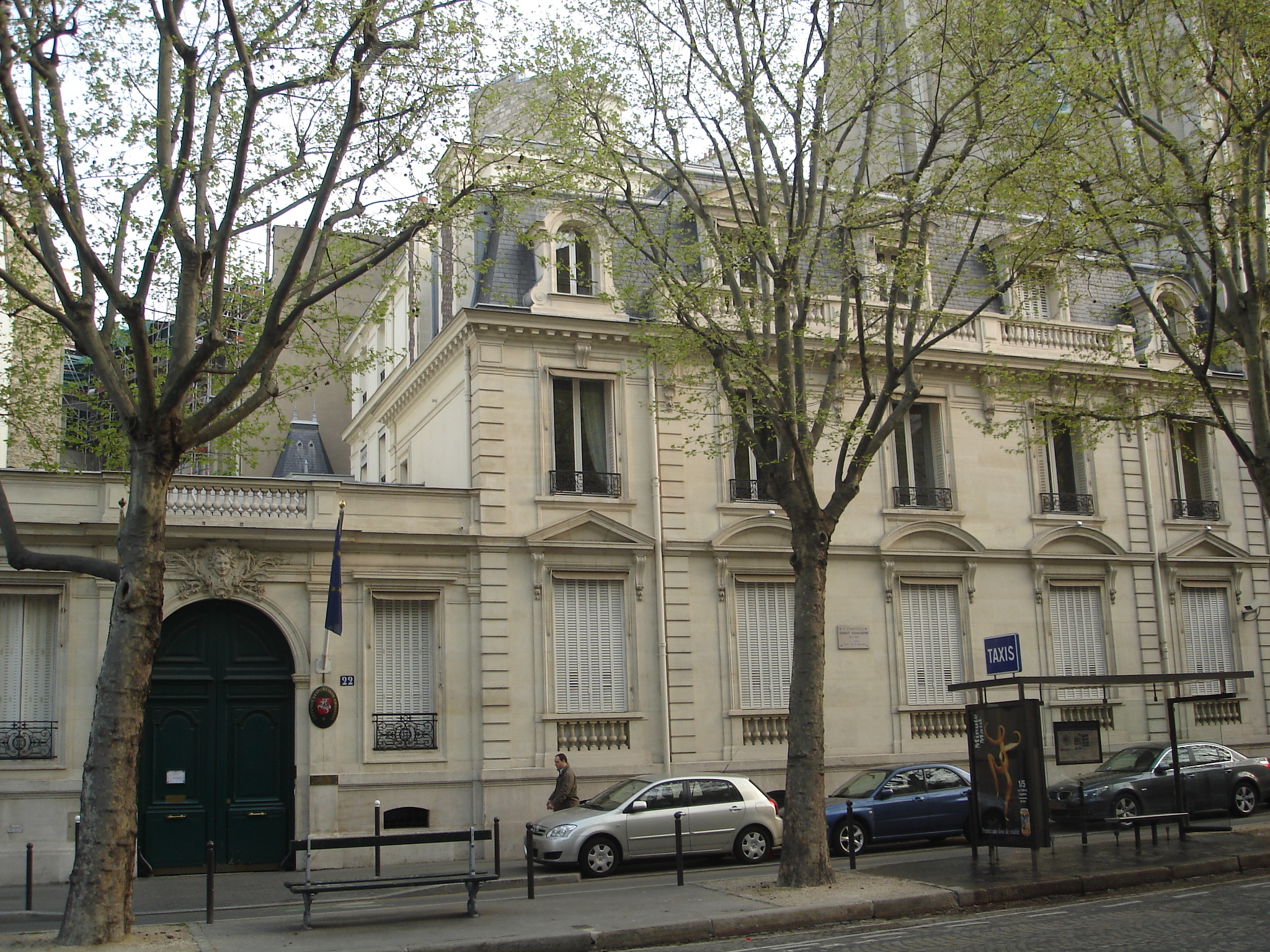
Ambassade à Paris.
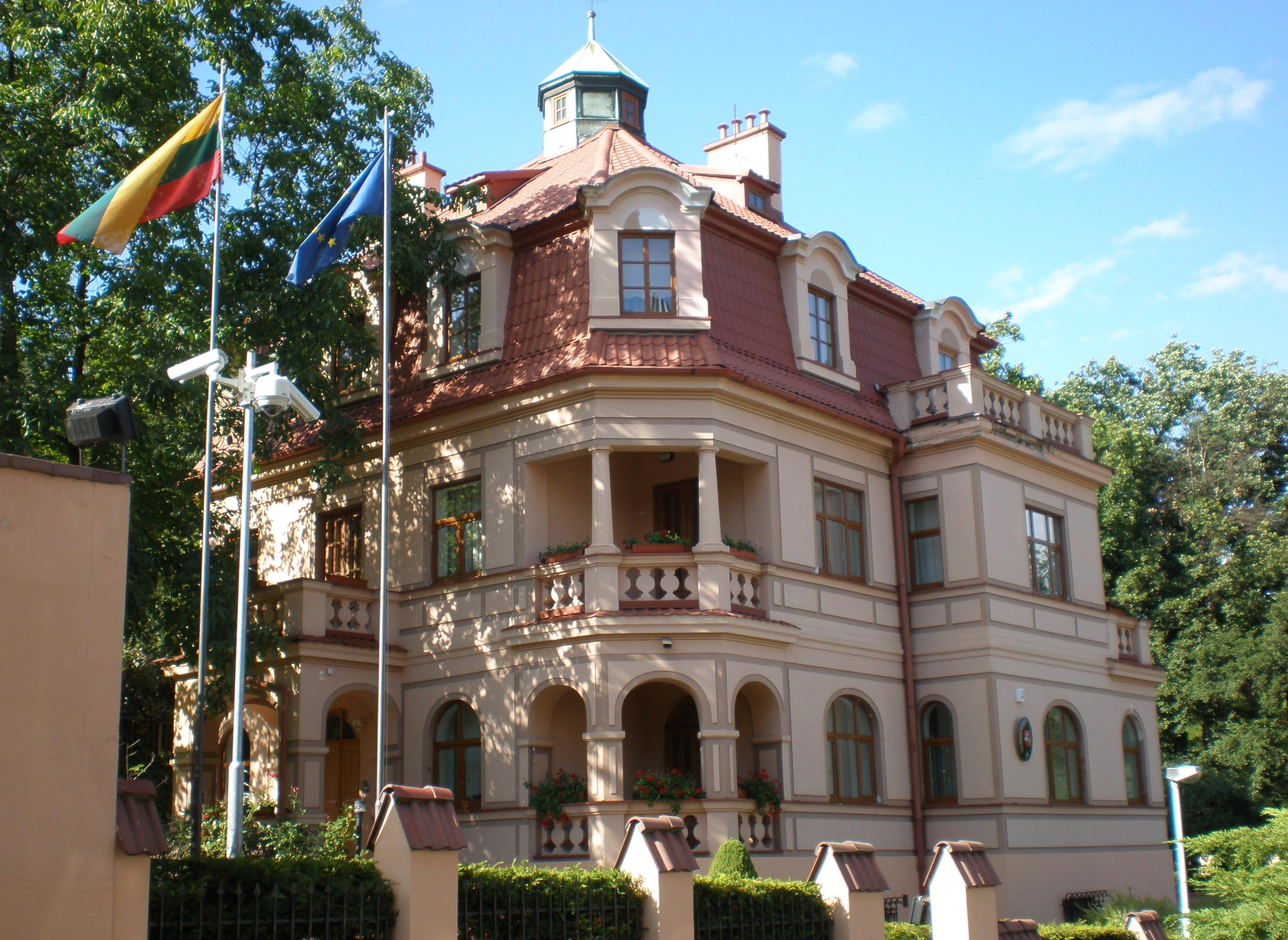
Ambassade à Prague.
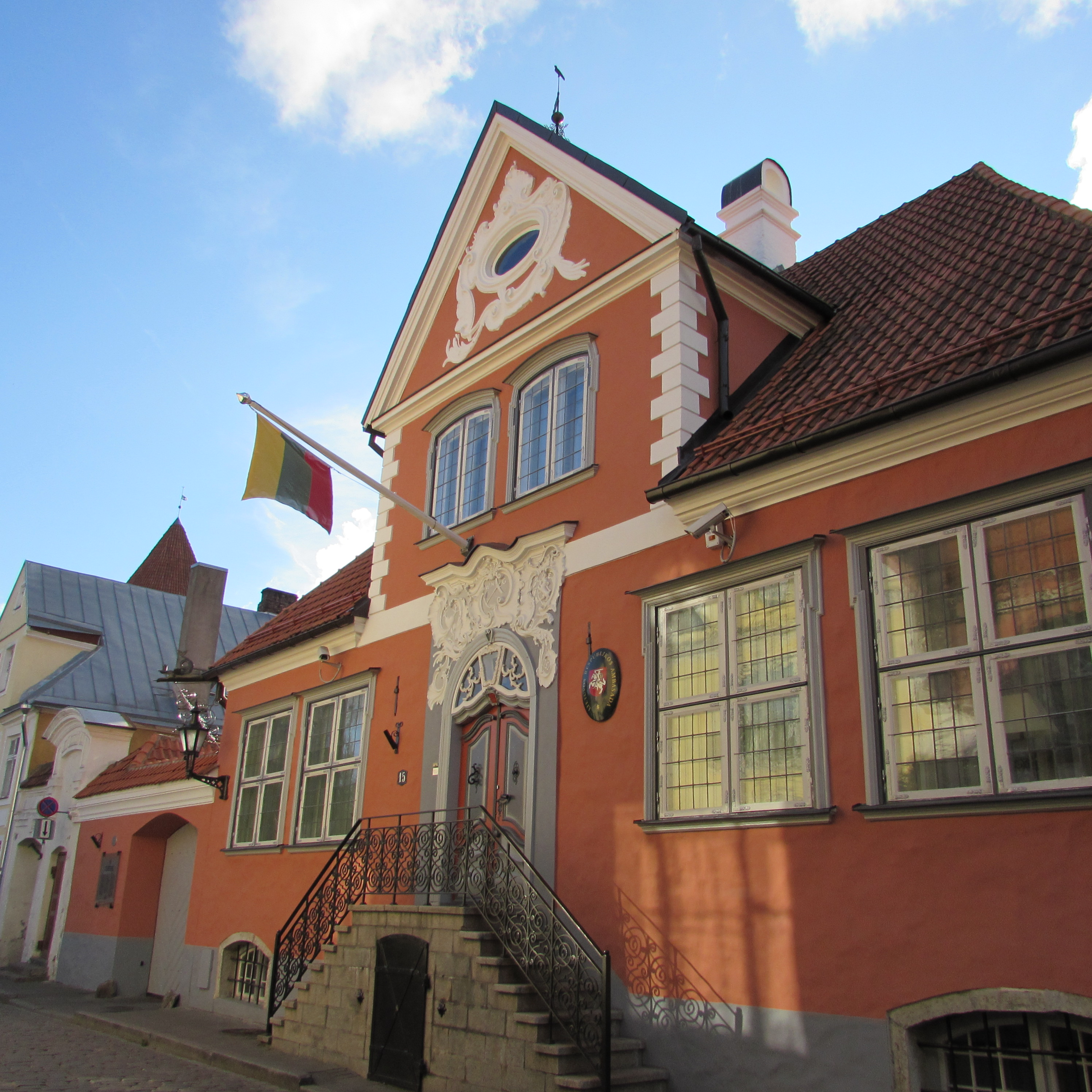
Ambassade à Tallinn.
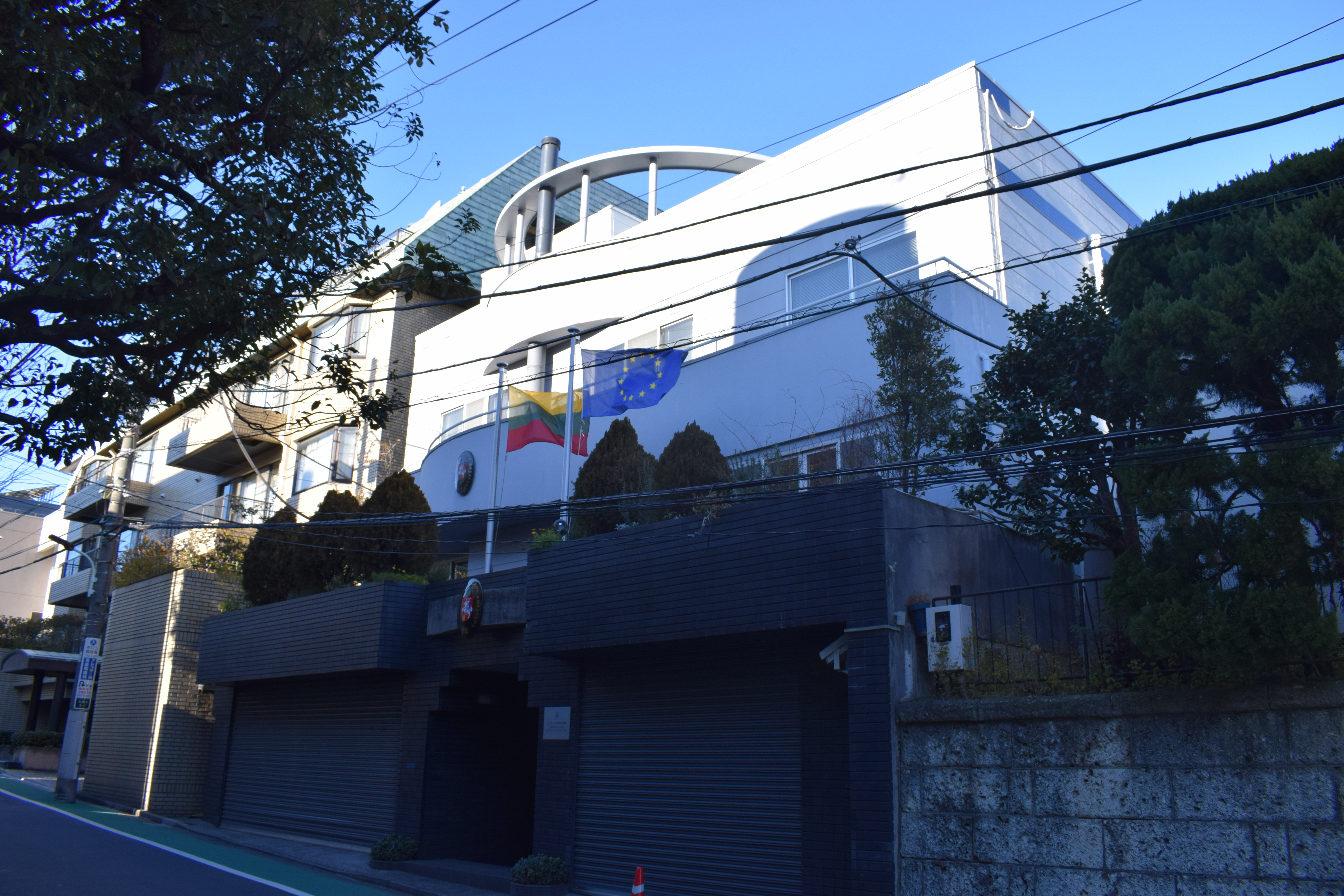
Ambassade à Tokyo.
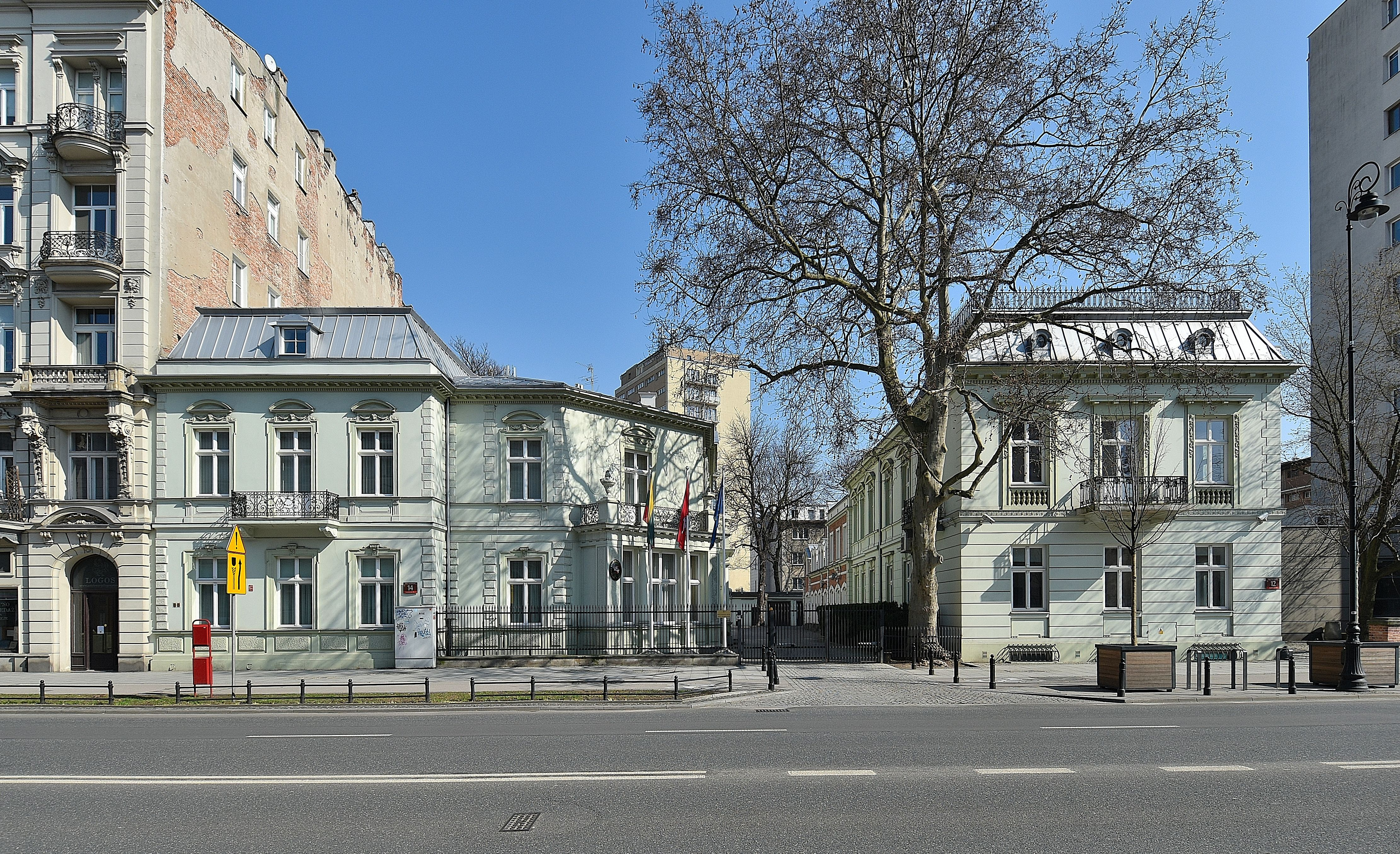
Ambassade à Varsovie.
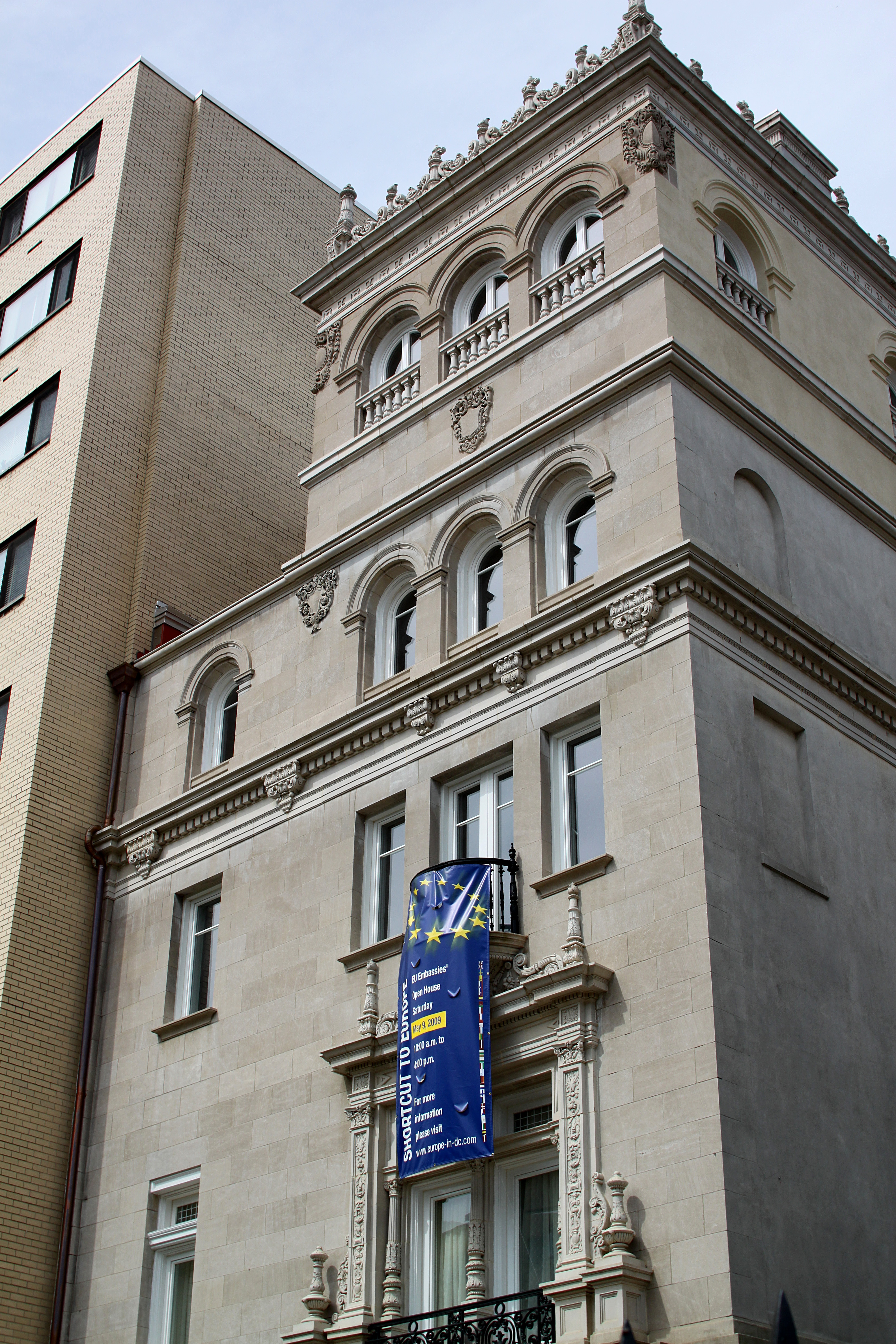
Ambassade à Washington.